# Finnpilot Pilotage
Finnpilot Pilotage Oy est une entreprise publique de service de bateau pilote en Finlande.

## Présentation
Finnpilot Pilotage fournit des services de bateaux pilotes à l'échelle nationale et d'autres services qui aident à la sécurité et l'exploitation du trafic maritime.

## Les stations de pilotage

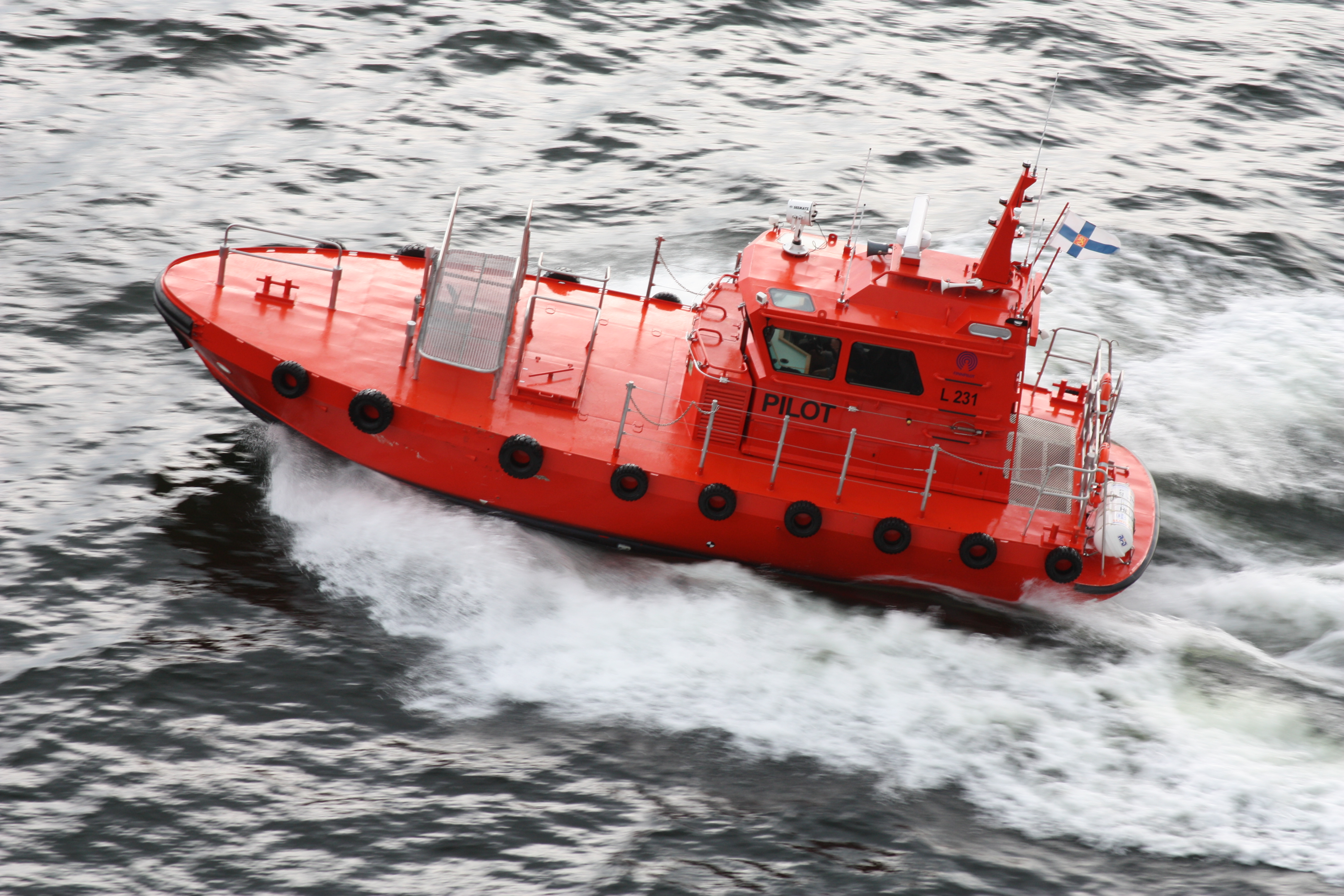
Bateau pilote à Helsinki.

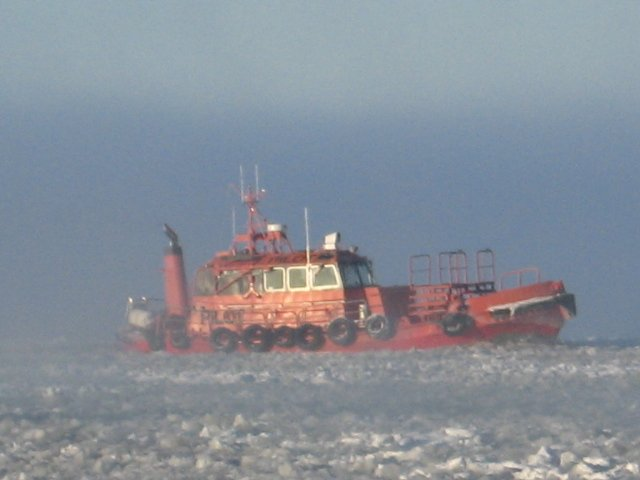
Le bateau pilote vient d'assister le pétrolier chimique M/T Smeraldo dans le port de Kemi.

La Finlande est divisée en six zones de pilotes.
Finnpilot compte 15 stations de pilotage et 10 stations de base en Finlande. 
Le personnel des stations de pilotage prend en charge les activités pratiques de pilotage.
- station de pilotage de Kotka
  - poste de soutien d'Orrengrund
- station de pilotage de Helsinki, Harmaja
  - poste de soutien d'Emäsalo
  - poste de soutien de Porkkala
- station de pilotage de Hanko
- station de pilotage de Turku
  - poste de soutien d'Utö
  - poste de soutien de Lillmalö
- station de pilotage de Maarianhamina
- station de pilotage d'Isokari
- station de pilotage de Rauma
- station de pilotage de Mäntyluoto
- station de pilotage de Vaasa
  - poste de soutien de Kaskinen
- station de pilotage de Tankar
  - poste de soutien d'Ykspihlaja
  - poste de soutien de Leppäluoto
- station de pilotage de la baie de Botnie, Raahe
  - poste de soutien d'Ajos
  - poste de soutien de Marjaniemeni
- station de pilotage de Lappeenranta
- station de pilotage de Puumala
- station de pilotage de Savonlinna
- station de pilotage de Vuokala